# Indische Badmintonmeisterschaft 1986/87
Die Indische Badmintonmeisterschaft der Saison 1986/1987 fand vom 20. bis zum 26. Februar 1987 in Jammu statt. Es war die 51. Austragung der nationalen Titelkämpfe im Badminton in Indien.

## Finalergebnisse
| Disziplin    | Sieger                      | Finalist                        | Ergebnis          |
| ------------ | --------------------------- | ------------------------------- | ----------------- |
| Herreneinzel | Syed Modi                   | Harjeet Singh                   | 15-4, 15-12       |
| Dameneinzel  | Madhumita Bisht             | Ami Ghia                        | 11-5, 11-4        |
| Herrendoppel | Leroy D’sa Sanat Misra      | Uday Pawar Ravi Kunte           | 8-15, 15-3, 18-14 |
| Damendoppel  | Madhumita Bisht Ami Ghia    | Mallika Barua Sudha Padamnabham | 18-13, 15-8       |
| Mixed        | Sanat Misra Madhumita Bisht | Ravi Kunte Ami Ghia             | 15-10, 18-15      |